# Bembézar
El río Bembézar es un curso de agua del sur de España, afluente por la margen derecha del Guadalquivir. Tiene una longitud de 111 km.

## Curso
El río Bembézar nace cerca de la localidad de Azuaga, en la provincia de Badajoz, concretamente en el Cortijo Gañote y a escasos cientos de metros del nacimiento del río Matachel, cuyas aguas ya pertenecen a la cuenca del Guadiana. Tras dejar atrás Azuaga y pasar próximo a las aldeas de La Cardenchosa y de Los Rubios, se adentra en la provincia de Córdoba por el norte del término municipal de Hornachuelos.
Recorre el término de Hornachuelos (Córdoba) en dirección norte-sur, donde recibe las aguas de otros arroyos afluentes, formando el embalse del Bembézar. Aguas abajo, baña la localidad de Hornachuelos y poco antes de su desembocadura, recibe las aguas del arroyo Guadalora. Finalmente se une al Guadalquivir cerca del Palacio de Moratalla.
En su recorrido atraviesa el parque natural de la Sierra de Hornachuelos.
Aparece descrito en el cuarto volumen del Diccionario geográfico-estadístico-histórico de España y sus posesiones de Ultramar de Pascual Madoz con las siguientes palabras:

BEMBEZAR: r. en la prov. de Badajoz: nace muy cerca al O. de la V. de Azuaga, en el part. de Llerena y marchando en direccion al S. riega el térm de la misma, y saliendo inmediatamente despues á la prov. de Córdoba, riega los de La Carlota, San Calisto, Puebla de los Infantes, Hornachuelos y Palma del Rio, á cuya inmediacion desagua en el Guadalquivir: en su curso de 13 leg. próximamente, se le reunen los riach. Sotillo, Caganchas, Jituero, Parralejo, Cañaveral, Onza y otros menores, que le dan corriente perenne y un caudal bastante regular.
(Madoz, 1846, p. 159)

## Afluentes
- Río Sotillo
- Río Onza
- Río Benajarafe
- Río Névalo
- Arroyo de Guadalora